# Adamsburg
Adamsburg és una població dels Estats Units a l'estat de Pennsilvània. Segons el cens del 2000 tenia 221 habitants.

## Demografia
Segons el cens del 2000, Adamsburg tenia 221 habitants, 84 habitatges, i 63 famílies. La densitat de població era de 328,2 habitants per quilòmetre quadrat.
Dels 84 habitatges en un 33,3% hi vivien nens de menys de 18 anys, en un 54,8% hi vivien parelles casades, en un 15,5% dones solteres, i en un 25% no eren unitats familiars. En el 21,4% dels habitatges hi vivien persones soles el 7,1% de les quals corresponia a persones de 65 anys o més que vivien soles. El nombre mitjà de persones vivint en cada habitatge era de 2,4 i el nombre mitjà de persones que vivien en cada família era de 2,75.
Per edats la població es repartia de la següent manera: un 18,6% tenia menys de 18 anys, un 11,3% entre 18 i 24, un 25,3% entre 25 i 44, un 24% de 45 a 60 i un 20,8% 65 anys o més.
L'edat mediana era de 42 anys. Per cada 100 dones de 18 o més anys hi havia 81,8 homes.
La renda mediana per habitatge era de 38.750 $ i la renda mediana per família de 45.000 $. Els homes tenien una renda mediana de 29.000 $ mentre que les dones 18.958 $. La renda per capita de la població era de 17.172 $. Entorn del 9,4% de les famílies i el 10,4% de la població estaven per davall del llindar de pobresa.

## Poblacions més properes
El següent diagrama mostra les poblacions més properes.